# او چولیانگ
او چولیانگ (انگلیسی: Ou Chuliang؛ زادهٔ ۲۶ اوت ۱۹۶۸) یک بازیکن فوتبال اهل جمهوری خلق چین است. 